# 国家地方警察和歌山県本部
国家地方警察和歌山県本部（こっかちほうけいさつわかやまけんほんぶ）は、旧警察法時代に存在した和歌山県の都道府県国家地方警察で、自治体警察を設けない地域を管轄区域とする。また国家地方警察大阪警察管区本部の行政管理を受ける。
1954年（昭和29年）の新警察法の公布により廃止され、新たに都道府県警察として和歌山県警察本部が発足した。

## 組織
1948年（昭和23年）時点
- 総務部
  - 秘書調査課、会計課
- 警務部 　 
  - 人事装備課、教養課
- 刑事部 　 
  - 捜査課、鑑識課、防犯統計課
- 警備部 　 
  - 警備課、交通課、通信課

## 地区警察署
1948年（昭和23年）時点
- 伊都地区警察署
- 那賀地区警察署
- 海草南地区警察署
- 海草北地区警察署
- 有田西地区警察署
- 有田東地区警察署
- 日高南地区警察署
- 日高北地区警察署
- 西牟婁南地区警察署
- 西牟婁北地区警察署
- 東牟婁東地区警察署
- 東牟婁西地区警察署
- 東牟婁北地区警察署

## 県内の自治体警察
- 和歌山市警察
- 新宮市警察
- 田辺市警察
- 海南市警察